# Carlo Rossetti
Carlo Rossetti (* 1736 in Mailand; † 1820) war ein venezianischer Kaufmann und Konsul in Kairo.
Mit Domenico Francesco Belletti und Teodoro Zaccar aus Damaskus gründete er das Handelshaus »Belletti, Rossetti e Zaccar«. welches 1782 in die Handelshäuser »Belletti e Zaccar« und »Rossetti« aufgeteilt wurde.
Rossetti war von 1768 bis 1773 Hoflieferant von Ali Bey. Carlo Rossetti erhielt das Handelsmonopol für Natron aus den Seen Bain-el-Bakkarah bei Terane.
Am 7. Juli 1770 ließ Ali Bey Carlo Rossetti, der auch das Exequatur des russischen Konsuls in Kairo hatte, bei Grigori Grigorjewitsch Orlow nach Unterstützung gegen die Zentralregierung in Konstantinopel anfragen; Orlow forderte, dass Ali Bey Vasall von Katharina II. (Russland) werde, was Ali Bey nicht akzeptierte.
Im Auftrag von Ali Bey besetzte Muhammad Bey Abu Dahab Dschidda und Mekka. Die Nachricht vom Erfolg von Abu Dahab wurde am 12. September 1770 in Kairo bekannt. Ali Bey setzte Hassan Bey El-Jedddvii  als Gouverneur in Dschidda ein. In dieser Konjunktur entsandte Carlo Rossetti seinen Bruder Balthasar nach Dschidda, damit er dort eine Niederlassung des Handelshauses eröffnen sollte. Carlo Rosetti investierte 26 Millionen Livres in das Projekt, um am Monopol des transafrikanischen Handels beteiligt zu sein. Balthasar kam bis Sues, wo ihm Hassan Bey El-Jedddvii mit 15 Leuten seines Gefolges entgegenkam, da er aus  Dschidda vertrieben worden war, nachdem Mohamed Abu El-Dahab in den Ruhestand gegangen war. Carlo Rossetti lebte von 1770 bis 1782 in Kairo.
Der österreichische Botschafter an der Hohen Pforte, Baron Herbert Rathkeal, erfuhr, dass etwa 200 Staatsbürger des Habsburgerreiches als Kriegsgefangene in Bursa waren. 1786 Carlos Rosseti erreichte die Freilassung von zehn bis fünfzehn junger Staatsbürger.
Ludovico Manin übertrug am 12. Mai 1797 die Regierung der Republik Venedig an Napoléon Bonaparte.
Durch den Frieden von Campo Formio wurde die Republik Venedig zwischen Österreich, Frankreich und der Cisalpinischen Republik aufgeteilt. Österreich nahm seinen Anteil mit der Hauptstadt Venedig am 18. Jänner 1798 unter seine Souveränität.
Als Napoleon im Zuge der Ägyptischen Expedition Malta besetzte, bestellte Murad Bey Muhammad Carlo Rosetti zu sich ein und befragte ihn. Formal ging es um Gute Regierungsführung und um die Alliance franco-ottomane, ein Abkommen, das Jean de La Forêt 1536 zwischen Süleyman I. und Franz I. (Frankreich) geschlossen hatte. Konkret wurde Murad Bey Muhammad über Carlo Rosetti das Gouverneursamt in Sauhadsch angeboten. Die Antwort von Murad war: „Sagen Sie dem Oberbefehlshaber, er soll seine Truppen in Alexandria sammeln, ich werde die Auslagen für seine Armee mit 10.000 Goldsäcken erstatten. So schützt er die Leben seiner Soldaten und erspart mir den Ärger, mit ihm zu kämpfen.“
Bei Abwesenheit des britischen Konsuls George Baldwin war Carlo Rossetti Geschäftsträger.
1805 löste Carlo Rosetti Franz Agostini als Generalkonsul der habsburgischen Länder in Kairo ab und wurde zum Carlo von Rosenhügel (Rözsadomb) geadelt.